# گولبکی
گولبکی (به لاتین: Gulebki) یک منطقهٔ مسکونی در روسیه است که در شهرستان آگولسکی واقع شده‌است.